# Dusona dositheae
Dusona dositheae là một loài tò vò trong họ Ichneumonidae.